# Cyclica
Cyclica là một chi bướm đêm thuộc họ Geometridae.

## Các loài
- Cyclica frondaria Grote, 1882